# گونگتینا
گونگتینا (به صربی: Gunjetina) یک منطقهٔ مسکونی در صربستان است که در ولاسوتینتسه واقع شده‌است. گونگتینا ۹۷ نفر جمعیت دارد.